# (35914) 1999 JM97
1999 JM97 (asteroide 35914) é um asteroide da cintura principal. Possui uma excentricidade de 0.10717740 e uma inclinação de 6.55159º.
Este asteroide foi descoberto no dia 12 de maio de 1999 por LINEAR em Socorro.